# The Adventures of Huckleberry Finn (pel·lícula de 1939)
The Adventures of Huckleberry Finn és una pel·lícula estatunidenca de Richard Thorpe, estrenada el 1939.

## Argument
Adaptació de novel·la homònima de Mark Twain. Narra les aventures d'un jove que abandona la seva casa fugint d'un pare alcohòlic. Pel camí coneix a un negre del que es fa amic i amb qui recorre el riu Mississipi.

## Repartiment
- Mickey Rooney: Huckleberry Finn
- Walter Connolly: El 'King'
- William Frawley: El 'Duke'
- Rex Ingram: Jim
- Lynne Carver: Mary Jane
- Jo Ann Sayers: Susan
- Minor Watson: Capità Brandy
- Elisabeth Risdon: Widow Douglass
- Victor Kilian: 'Pap' Finn
- Clara Blandick: Miss Watson
- Irving Bacon (no surt als crèdits): Tad

## Rebuda
Mickey Rooney ja havia nascut quan va interpretar Huck Finn a Les Aventures d'Huckleberry Finn però el 1939 aquell Rooney semblava sedat. Altrament, aquesta és una hàbil nova narració del clàssic de Twain, amb Huck escapant de la bondat opressiva de la vídua Douglas (Elizabeth Risdon) i de la brutalitat de l'alcoholitzat Pap (Victor Kilian) i fingint la seva pròpia mort.
Es dirigeix Mississipi avall en companyia de l'esclau fugitiu Jim (Rex Ingram), que espera reunir-se amb la seva dona i fiill Al llarg del film, es barregen els esquemes deshonestos del "King" (Walter Connolly) i el "Duke" (William Frawley.) Quan Jim s'atura en la seva escapada per salvar la vida de Huck després de ser mossegat per una serp, l'esclau és capturat i és condemnat a ser penjat per a l'"assassinat" de Huck encara desaparegut. El noi torna el favor revelant que és encara viu. De Les Aventures d'Huckleberry Finn es va fer una versió abreujada de 30 minuts disponible per a emissions escolars durant els anys 1960.